# Samoa en los Juegos Olímpicos de Sídney 2000
Samoa estuvo representada en los Juegos Olímpicos de Sídney 2000 por cinco deportistas, cuatro hombres y una mujer, que compitieron en cinco deportes.
El portador de la bandera en la ceremonia de apertura fue el boxeador Pauga Lalau. El equipo olímpico samoano no obtuvo ninguna medalla en estos Juegos.